# Galaxia con brote estelar

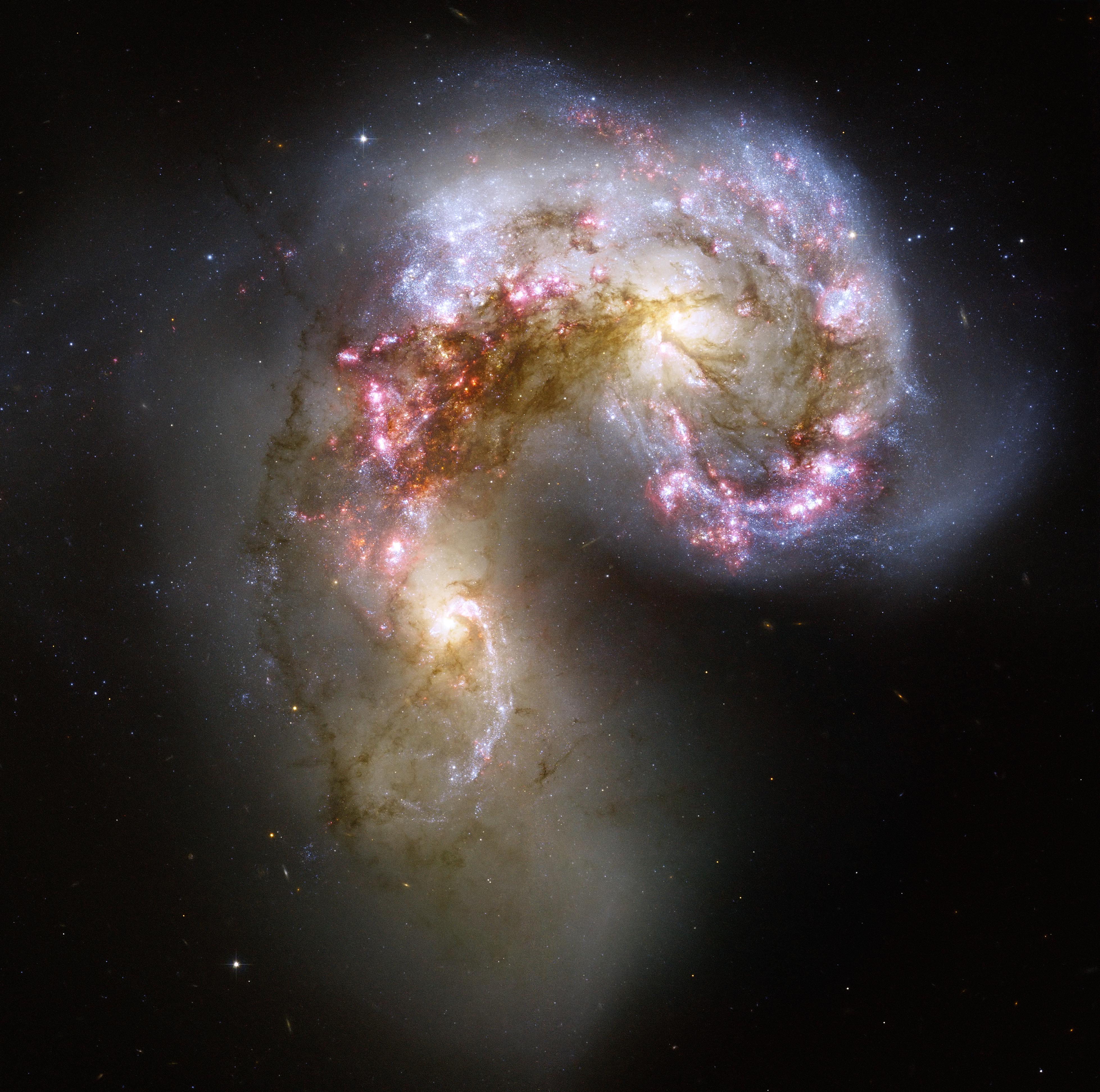
Las Galaxias Antennae son un ejemplo de una gran galaxia con brote estelar formada desde la colisión de NGC 4038/NGC 4039. Créditos: NASA/ESA

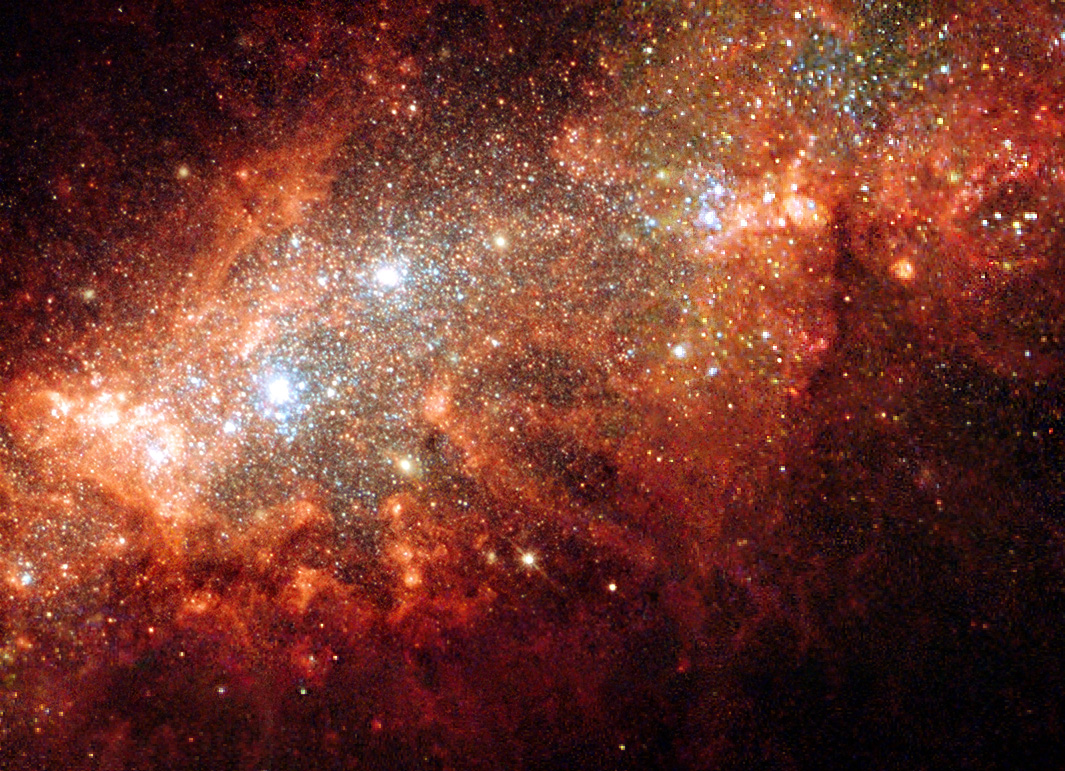
Actividad de brote estelar en la zona central de la cercana galaxia enana NGC 1569 (Arp 210). Tomada por el Telescopio Espacial Hubble

Las galaxias con brote estelar son aquellas galaxias en las que tiene lugar una tasa de nacimiento de estrellas muy superior a la de una galaxia normal, en súper cúmulos estelares. Por ejemplo, la tasa de formación estelar de la galaxia Vía Láctea es de aproximadamente 3 M☉/año, mientras que las galaxias con brote estelar pueden experimentar tasas de formación de estrellas que son más de un factor de 33 veces mayor. Estos brotes estelares se pueden detectar con telescopios de infrarrojos o rayos x entre otros.
NGC 6946, M 82, y NGC 253 son buenos ejemplos de galaxias con brotes estelares. En la galaxia NGC 4303, una galaxia activa de tipo Seyfert 2 de poca luminosidad, se ha observado la formación estelar gracias al Chandra y el STIS, con sus técnicas de ultravioleta. En la Gran Nube de Magallanes también se ha localizado con el satélite japonés/europeo AKARI estrellas en formación.

## Definiciones del brote estelar
Existen varias definiciones del término galaxia de brote estelar y no hay una definición exacta en la que los astrónomos estén de acuerdo. Sin embargo, muchos de ellos concuerdan en que su definición debe ir acompañada por alguno de estos tres factores:
1. el ritmo en el que la galaxia está convirtiendo el gas en estrellas (la tasa de formación estelar, o TFE)
2. la cantidad disponible de gas del que las estrellas pueden estar formadas
3. la comparación del plazo de la formación de la estrella con el año p el período de rotación de la galaxia.

Las definiciones más comunes son:
- Formación estelar continuada en la que la SFR actual agotaría la reserva de gas disponible en mucho menos que la edad del Universo (el tiempo de Hubble).
- Formación estelar continuada en la que la SFR actual agotaría la reserva de gas disponible en mucho menos tiempo que la escala de tiempo dinámica de la galaxia (quizás un periodo de rotación en una galaxia de tipo disco).
- La SFR actual, normalizada por la SFR promediada en el pasado, es mucho mayor que la unidad. Esta relación se denomina "parámetro de natalidad".

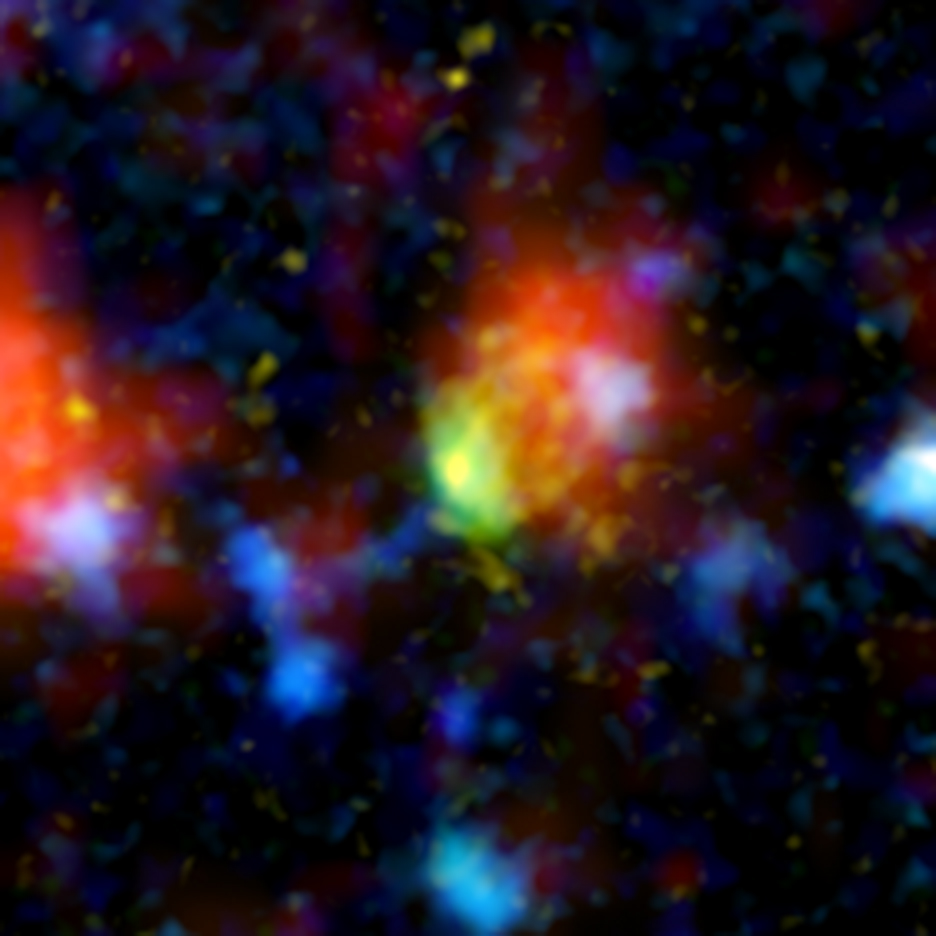
La Galaxia Baby Boom a 12.200 millones de años luz, actualmente genera 4.000 estrellas por año. Créditos: NASA

## Mecanismos de activación
Las fusiones y las interacciones de marea entre galaxias ricas en gas desempeñan un papel importante en el impulso de las explosiones estelares. Las galaxias que se encuentran en medio de un brote estelar suelen mostrar  colas de mareas, lo que indica un encuentro cercano con otra galaxia o que se encuentran en medio de una fusión. Las turbulencias, junto con las variaciones de tiempo y espacio, hacen que el gas denso del interior de una galaxia se comprima y aumente rápidamente la formación estelar. La eficiencia con la que se forma la galaxia también aumenta su SFR . Estos cambios en el ritmo de formación estelar también provocan variaciones con el tiempo de agotamiento, y potencian un estallido estelar con sus propios mecanismos galácticos en lugar de fusionarse con otra galaxia. Las interacciones entre galaxias que no se fusionan pueden desencadenar modos de rotación inestables, como la inestabilidad de barra, que hace que el gas se canalice hacia el núcleo y encienda estallidos de formación estelar cerca del núcleo galáctico. Se ha demostrado que existe una fuerte correlación entre la lateralidad de una galaxia y la juventud de su población estelar: las galaxias más lateralmente inclinadas tienen poblaciones estelares centrales más jóvenes. Dado que la asimetría puede ser causada por interacciones de marea y fusiones entre galaxias, este resultado aporta más pruebas de que las fusiones y las interacciones de marea pueden inducir la formación estelar central en una galaxia e impulsar un brote estelar.

## Tipos de brotes estelares
La clasificación de la categoría del brote estelar no es fácil ya que las galaxias con brote estelar no representan un tipo específico en sí mismas. Los brotes estelares pueden ser de galaxias espirales, y galaxias irregulares a menudo presentan nudos de brote estelar, a menudo en toda ella. No obstante, los astrónomos suelen clasificar las galaxias con brotes estelares en función de sus características observacionales más distintivas. Algunas de las categorizaciones incluyen:
- Galaxias Compactas Azules (GCA). Estas galaxias tienen comúnmente una masa pequeña, metalicidad baja, y poco polvo interestelar. Esto último y contener un gran número de estrellas cálidas y jóvenes, hace que tengan a menudo colores azules y ultravioletas.

Inicialmente se pensó que las BCG eran galaxias realmente jóvenes en proceso de formación de su primera generación de estrellas, lo que explicaba su bajo contenido en metales. Sin embargo, en la mayoría de los BCG se han encontrado poblaciones estelares viejas, y se cree que una mezcla eficiente puede explicar la aparente falta de polvo y metales. La mayoría de los BCG muestran signos de fusiones recientes y/o interacciones cercanas. Entre las BCG bien estudiadas se encuentran IZw18 (la galaxia más pobre en metales que se conoce), ESO338-IG04 y Haro11.
- - Galaxias enanas compactas azules (galaxias BCD) son pequeñas galaxias compactas.
  - Las galaxias guisante verde (GP) son pequeñas galaxias compactas que parecen estallidos estelares primigenios. Fueron descubiertas por ciudadanos científicos que participaron en el proyecto Galaxy Zoo.
- Galaxias Infrarrojas Ultraluminosas (GIUL). Estas galaxias son objetos muy ricos en polvo, que enmascara el brote estelar. La radiación ultravioleta producida por la formación de estrellas es absorbida por el polvo y reirradiada en el espectro infrarrojo en longitudes de ondas alrededor de 100 micrómetros. Esto explica los colores rojos extremos asociados a las GIUL. No se sabe a ciencia cierta si la radiación UV es puramente producida por la formación estelar, algunos astrónomos creen que las GIUL son alimentadas por galaxias activas. Las observaciones de rayos X de muchas GIUL que traspasan el polvo nos da a entender que muchos brotes estelares son sistemas de núcleo doble, sosteniendo la hipótesis de que las GIUL son alimentadas por formaciones estelares disparadas por grandes fusiones entre galaxias. Ejemplos de esta clase son Arp 220 y NGC 6240.

- Galaxias de Wolf-Rayet, donde gran parte de estrellas brillantes son estrellas de Wolf-Rayet cómo por ejemplo NGC 4214.

- Galaxias Baby Boom, donde, incluso según los estándares de las galaxias de brote estelar, se forman un gran número de estrellas.

### Ingredientes y mecanismos de un brote estelar
Esencialmente para que se produzca el brote estelar, es necesaria una gran concentración de hidrógeno en un área pequeña, que puede causarse de diferentes maneras cómo por ejemplo la presencia de una barra que conduzca el gas al centro galáctico dónde se comprime e inicia el brote (el caso de por ejemplo NGC 253) e interacciones entre galaxias -tanto si colisionan entre sí (por ejemplo lo que ocurre en las Galaxias de las Antenas), cómo si no, provocándose en este último caso inestabilidades en el disco de la(s) galaxia(s) implicadas que acaban por concentrar y comprimir el gas dando así lugar al brote (por ejemplo la galaxia M82)-
El interior de un brote estelar es un medio extremo. Tiene gran cantidad de hidrógeno molecular que forma estrellas masivas muy luminosas aglomeradas en cúmulos estelares, asociaciones OB, e incluso en super cúmulos estelares, las cuales son la fuente de potentes vientos estelares e ionizan el gas (principalmente hidrógeno) creando grandes regiones HII alrededor de ellas. El tiempo de vida de esos astros es astronómicamente corto y acaban por estallar cómo supernovas o incluso cómo hipernovas en el caso de las más masivas. Los remanentes de supernova de éstas interaccionan con el medio interestelar del brote pudiendo producir másers naturales además de -junto a los mencionados vientos estelares- expulsar material fuera de la galaxia (un fenómeno visto en por ejemplo las ya mencionadas galaxias NGC 253 y M82)
El estudio de galaxias con brote estelar cercanos puede ayudarnos a descifrar la formación y evolución galácticas. Numerosas galaxias distantes observadas en el Campo Profundo del Hubble son de este tipo, pero su gran distancia hace que no puedan estudiarse en detalle. Desafortunadamente, los ejemplos cercanos son bastante raros y su abundancia va aumentando cuánto más lejos estén de nuestra galaxia, lo que se explica considerando que en el pasado, hace varios miles de millones de años, estaban más cercanas entre sí y con ello las colisiones e interacciones gravitatorias entre ellas eran mucho más comunes que hoy.

## Ejemplos

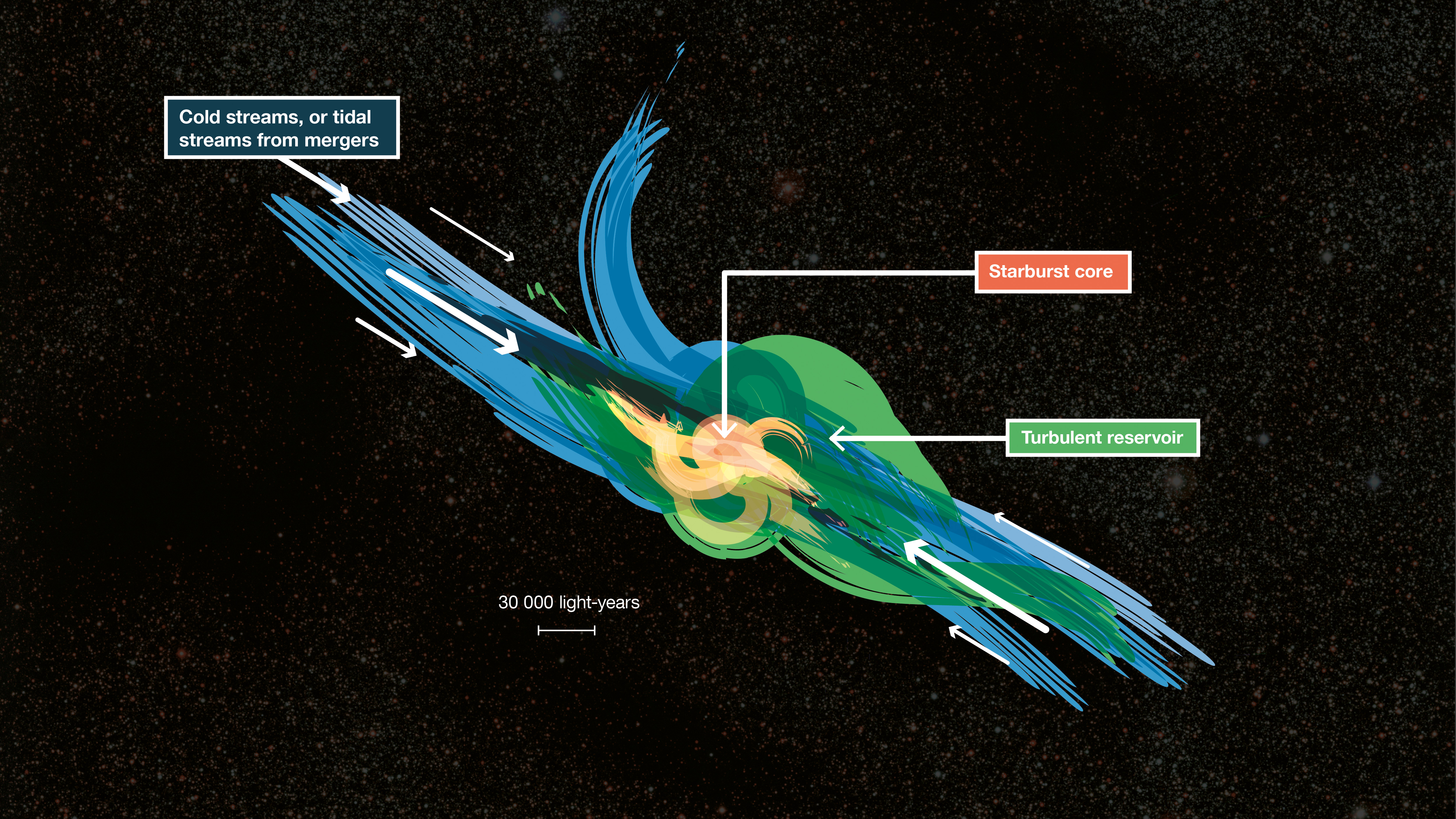
Impresión artística del gas que alimenta las galaxias distantes con brotes estelares.

M82 es el arquetipo de galaxia con brote estelar. Su alto nivel de formación estelar se debe a un encuentro cercano con la espiral cercana M81. Los mapas de las regiones realizados con radiotelescopios muestran grandes corrientes de hidrógeno neutro que conectan las dos galaxias, también como resultado del encuentro. Las imágenes de radio de las regiones centrales de M82 también muestran un gran número de jóvenes remanentes de supernovas, dejados atrás cuando las estrellas más masivas creadas en la explosión estelar llegaron al final de sus vidas. Las Antenas es otro sistema de brotes estelares, detallado por una imagen del Hubble, publicada en 1997.
Además de las ya mencionadas, otros ejemplos de galaxias con brote estelar son NGC 2903 y NGC 4449, y en el Catálogo Messier M83, M90, M95, y M100.

## Lista de galaxias con brote estelar
| Galaxia                       | Tipo                    | Notas                                                                                  | Refs         |
| ----------------------------- | ----------------------- | -------------------------------------------------------------------------------------- | ------------ |
| M82                           | I0                      | Galaxia con brote estelar arquetípica                                                  |              |
| Galaxias Antennae             | SB(s)m pec / SA(s)m pec | Dos galaxias en colisión                                                               |              |
| IC 10                         | dIrr                    | Galaxia con brote estelar suave                                                        |              |
| HXMM01                        |                         | Galaxias que se fusionan                                                               |              |
| HFLS3                         |                         | Galaxia con brote estelar inusualmente grande                                          |              |
| NGC 1569                      | IBm                     | Galaxia enana sufriendo un amplio brote estelar                                        |              |
| NGC 2146                      | SB(s)ab pec             |                                                                                        |              |
| NGC 1705                      | SA0− pec                |                                                                                        |              |
| NGC 1614                      | SB(s)c pec              | Fusi´´on con otra galaxia                                                              |              |
| NGC 6946                      | SAB(rs)cd               | La denominación galaxia de fuegos artificiales con frecuencia se aplia a una supernova |              |
| Galaxia Baby Boom             |                         | La galaxia con brote estelar más brillante en el universo distante                     |              |
| Centaurus A                   | E(p)                    | único caso conocido de una galaxia con brote estelar elíptica                          |              |
| Gran Nube de Magallanes       |                         | Está siendo influida por la Vía Láctea                                                 |              |
| Haro 11                       |                         | Emite fotones de continuo de Lyman                                                     |              |
| Galaxia de la moneda de plata | SAB(s)c                 | La galaxia de brote estelar más próxima.                                               | [ 7 ] [ 8 ]  |
| Kiso 5639                     |                         | Por su aspecto también se le denomina la 'Galaxia cohete'                              | [ 9 ] [ 10 ] |

## Galería

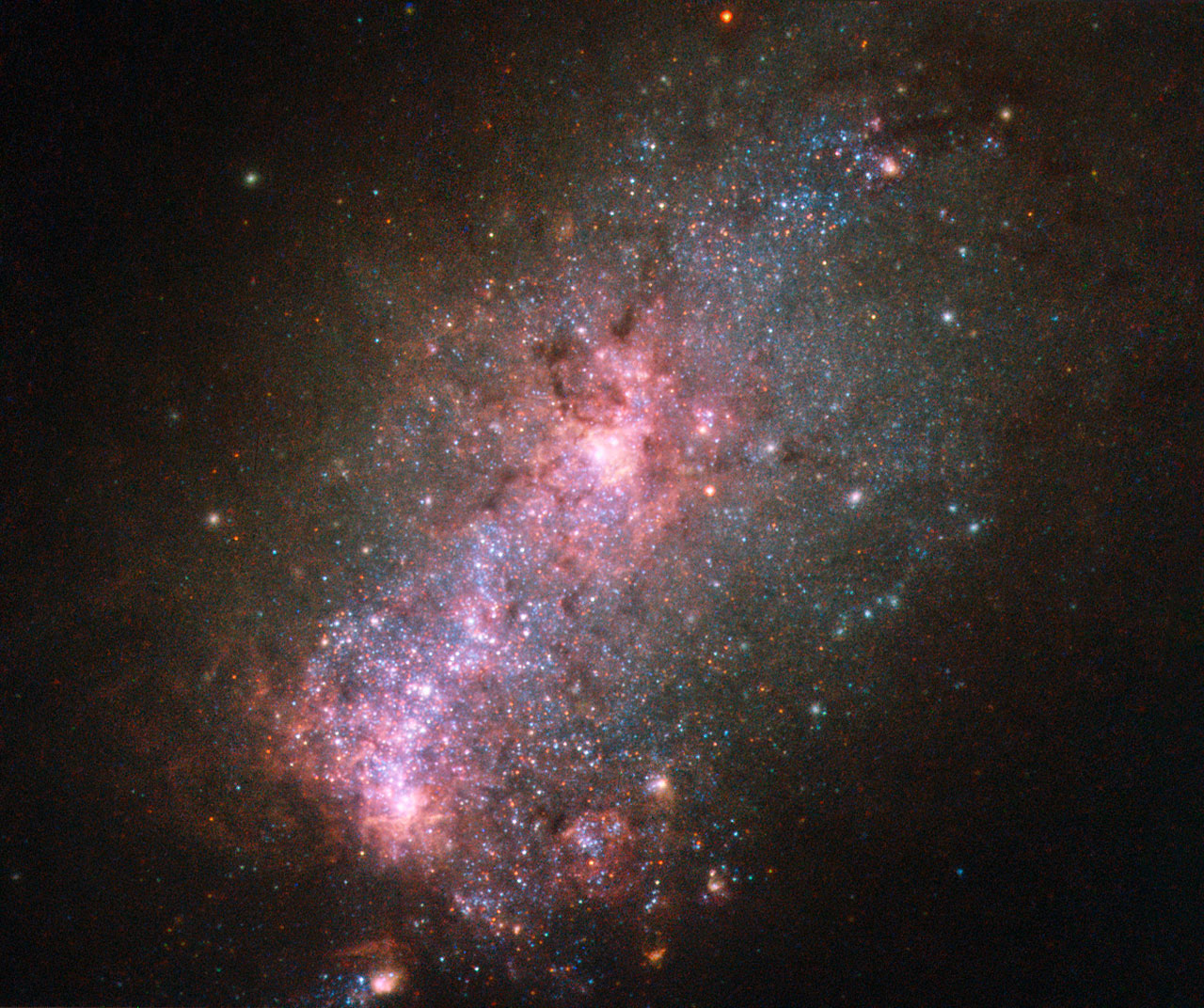
En NGC 3125 se produce un número inusualmente alto de formación de nuevas estrellas.
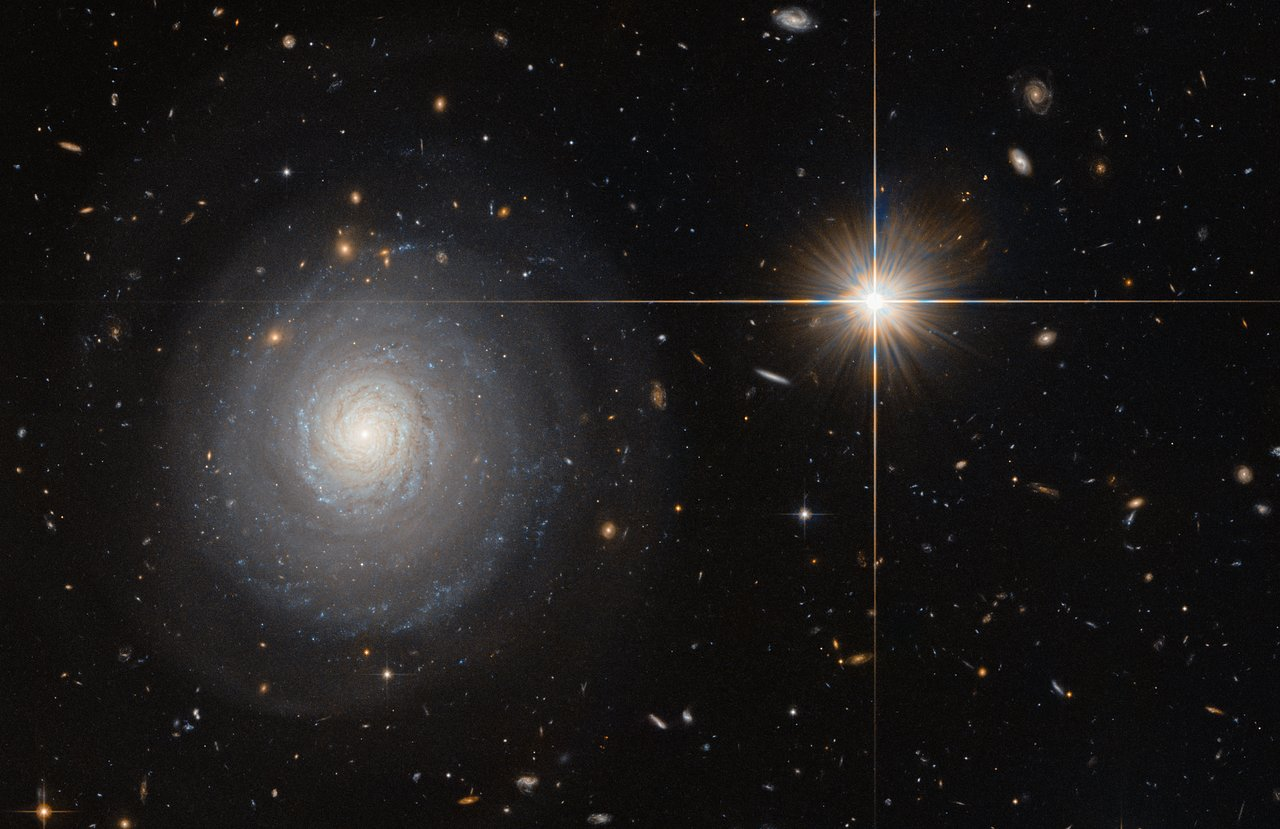
Starburst galaxy MCG+07-33-027.
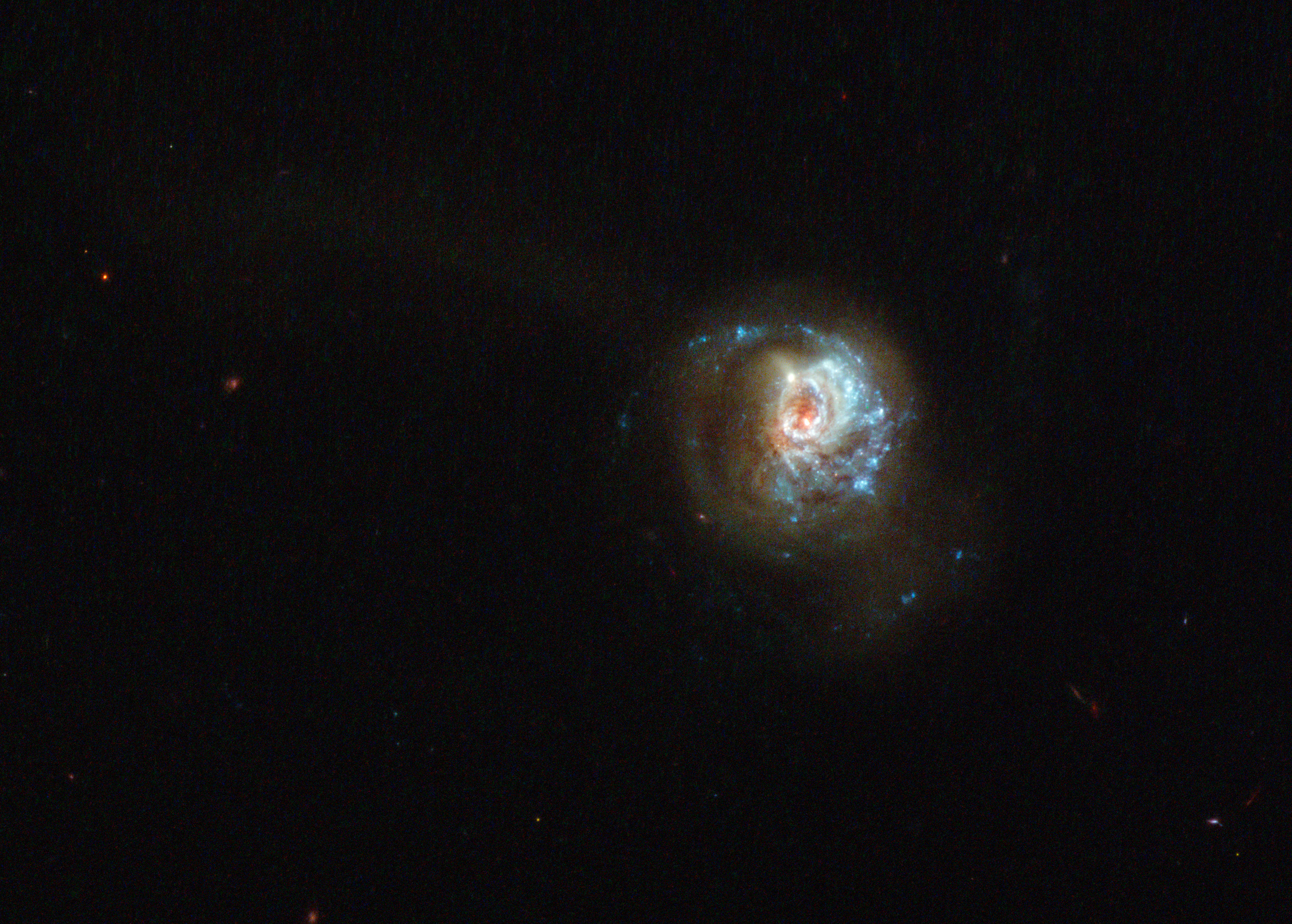
J125013.50+073441.5 tomada por el Hubble como parte de un estudio denominado LARS (Lyman Alpha Reference Sample).
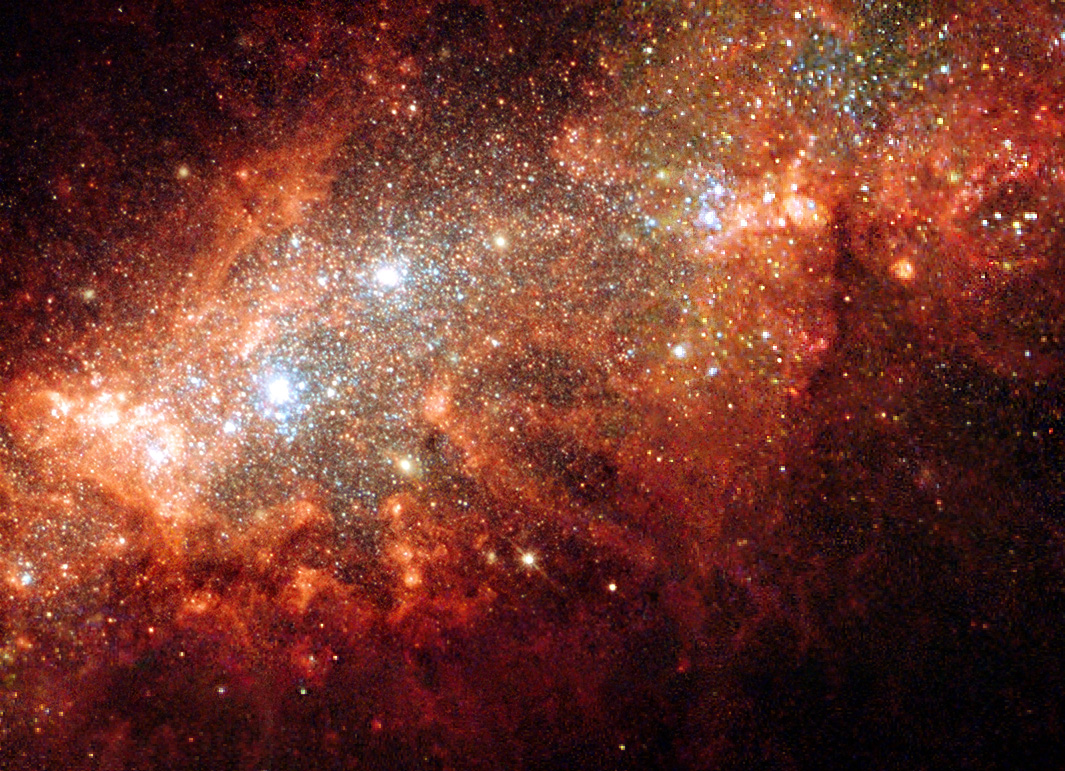
Actividad Starburst en la región central de la cercana galaxia enana NGC 1569 (Arp 210). Tomada por el telescopio espacial Hubble.
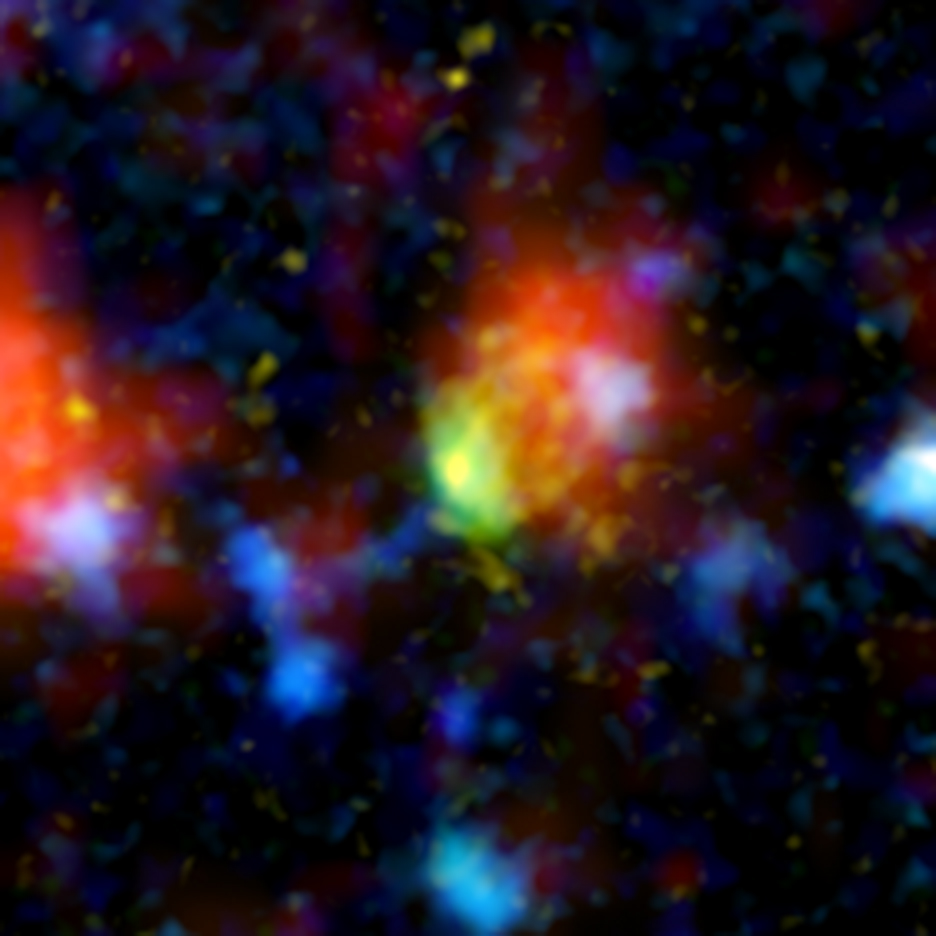
Vista desde nuestra posición a 12,2 millones de  años luz, se ve que la Galaxia Baby Boom crea 4.000 estrellas al año. Crédito: NASA.
La galaxia NGC 4449 es actualmente una explosión estelar global, con una actividad de formación estelar generalizada por toda la galaxia.
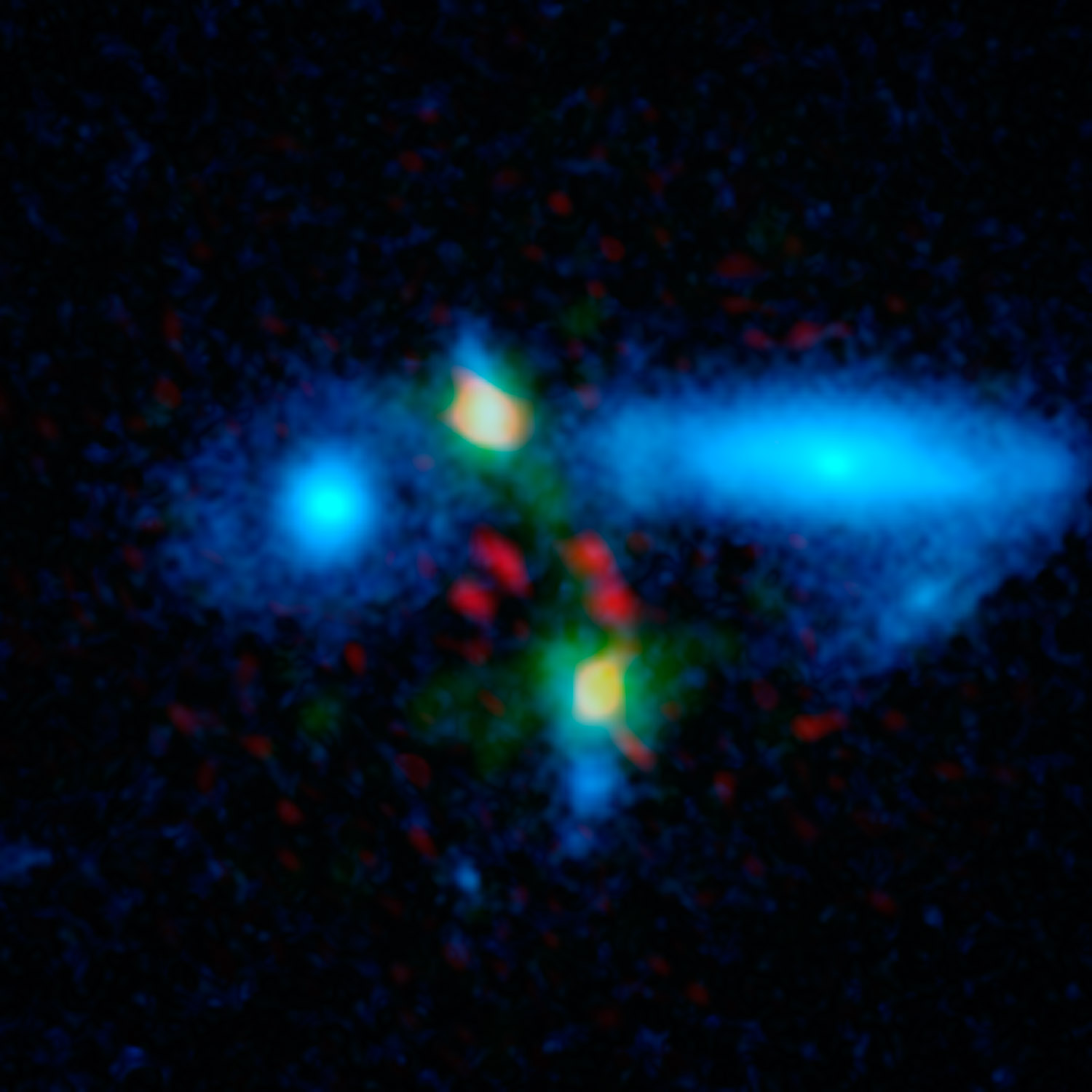
Formación estelar explosiva en la galaxia en proceso de fusión HXMM01 a 11.000 millones de años luz de distancia. Captado por la NASA.
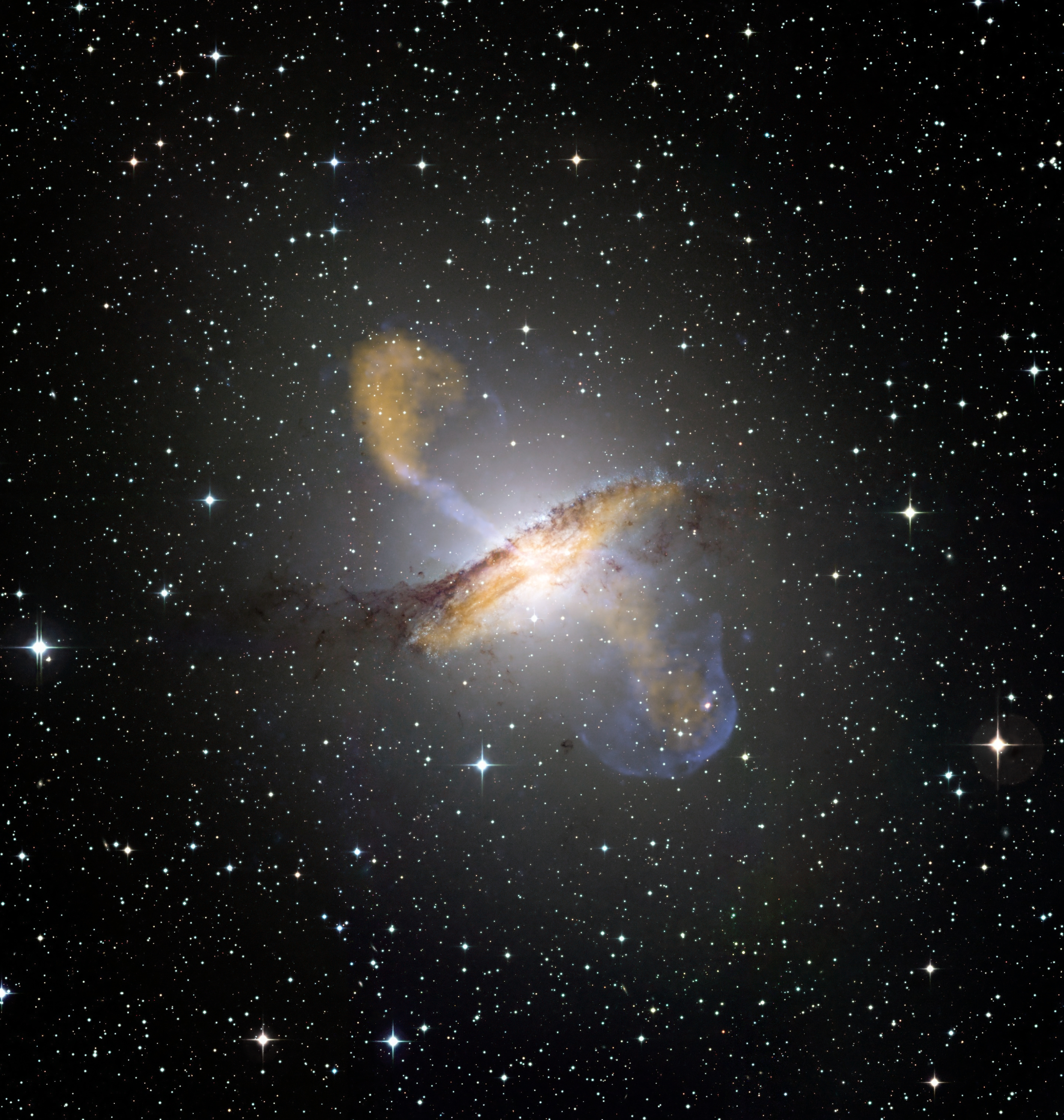
Imagen de la galaxia Centaurus A realizada mediante combinación de imágenes del telescopio MPG/ESO, y del Observatorio de rayos X Chandra. Es el único caso conocido de una "Ellíptica Starburst".